# Pyöriäinen
Pyöriäinen eller Pyöriäisjärvi är en sjö i Finland. Den ligger i kommunen Hyrynsalmi i landskapet Kajanaland, i den centrala delen av landet, 500 km norr om huvudstaden Helsingfors. Pyöriäinen ligger 171 meter över havet. Den är 4,1 meter djup. Arean är 34,2 hektar och strandlinjen är 3,41 kilometer lång. Sjön  ingår i Uleälvens huvudavrinningsområde. 